# Heinz Schmidt-Bachem
Heinz Schmidt-Bachem (geboren 1940 in Schwedt an der Oder; gestorben am 8. Mai 2011 in Düren) war ein deutscher Papierwaren- und Buchhändler, Blindenpädagoge und Papierhistoriker. In über 30-jähriger Sammlertätigkeit schuf er sein Portable Art Museum, die weltweit größte Sammlung von Papier- und Plastiktüten. Das Museum ist seit dem Tod von Heinz Schmidt-Bachem im Mai 2011 geschlossen.

## Leben
Heinz Schmidt-Bachem absolvierte eine Lehre als Papierwarenhändler sowie als Buchhändler. Seit Ende der 1960er Jahre war er hochgradig sehgeschädigt. In Mannheim studierte er Sozialpädagogik mit dem Diplomabschluss 1975 und in Hamburg Geschichte für das Lehramt Blindenpädagogik. Danach arbeitete er bis zum Jahr 2000 in der Blinden-Erwachsenenbildung in Düren. Im gleichen Jahr promovierte er an der Universität Hamburg im Fachbereich Wirtschafts- und Sozialwissenschaft mit der Studie Von Düten und Plastiktüten zur Geschichte der Papier- und Verpackungsindustrie. Schmidt-Bachem starb 2011 kurz vor der Auslieferung seines Hauptwerks Aus Papier.

## Sammlertätigkeit
Seit Mitte der 1970er Jahre trug Heinz Schmidt-Bachem in über 30-jähriger Sammlertätigkeit über 150.000 Produkte der industriellen Papier- und Folienverarbeitung zusammen, in der Hauptsache Tüten aus Papier und Plastik. Er baute in einem Atombunker in Düren das größte Plastiktütenarchiv des Landes auf und gründete 1995 das Portable Art Museum. Schmidt-Bachem präsentierte seine Exponate bei unterschiedlichen Ausstellungen. Zuletzt beschäftigte er sich mit der Geschichte und der künstlerischen Gestaltung von Reklamemarken.

## Werk (Auswahl)
- Von Düten und Plastiktüten: Studien zur Geschichte der Papier, Pappe und Kunststoffe verarbeitenden Industrie in Deutschland im 19. und 20. Jahrhundert unter besonderer Berücksichtigung der Papier und Folien verarbeitenden Industrie zur Herstellung von Tüten, Beuteln, Tragetaschen, Diss. Univ. Hamburg 2000
- Tüten, Beutel, Tragetaschen. Zur Geschichte der Papier, Pappe und Kunststoffe verarbeitenden Industrie in Deutschland, Waxmann, Münster u. a. 2001, ISBN 978-3-8309-1037-4 und ISBN 3-8309-1037-1; eingeschränkte Vorschau in der Google-Buchsuche
- Aus Papier: eine Kultur- und Wirtschaftsgeschichte der Papier verarbeitenden Industrie in Deutschland, De Gruyter, Berlin; Boston, Mass. 2011, ISBN 978-3-11-023607-1[8]